# ランダウ・ラマヌジャンの定数
ランダウ・ラマヌジャンの定数（Landau-Ramanujan constant）は、数論で現れる数学定数の1つである。
十分に大きい x に対して、x 以下の自然数のうち、2つの平方数の和で表されるものの割合はおおよそ
{\displaystyle x/{\sqrt {\ln(x)}}}
に比例する。この事実はエトムント・ランダウとシュリニヴァーサ・ラマヌジャンがそれぞれ独立に発見した。より正確には N( x ) を x 以下の自然数で2つの平方数の和で表されるものの個数とすると、極限
{\displaystyle \lim _{x\rightarrow \infty }{\frac {N(x){\sqrt {\ln(x)}}}{x}}}
が存在してその値はおよそ 0.76422365358922066299069873125 である（オンライン整数列大辞典の数列 A064533）。この極限値をランダウ・ラマヌジャンの定数という。